# Tranzystor polowy DNA
Tranzystor polowy DNA (skrót ang. DNAFET) to tranzystor polowy wykorzystujący efekt polowy ładunków w DNA cząsteczce. Taki tranzystor pełni funkcję biosensora lub może być wykorzystywany do odczytu równoległych obliczeń z wykorzystaniem masowej hybrydyzacji ssDNA. 
Budowa DNAFET jest podobna do MOSFET z tym że zamiast 'coupled gate' jest użyty immobilizowany ssDNA lub podobny LNA. Jednoniciowy polinukleotyd działa jako czujnik wykrywający komplementarne cząsteczki DNA. Kiedy cząsteczka o komplementarnej sekwencji złączy się z unieruchomioną nicią następuje zmiana pola elektrycznego co powoduje zmianę przewodności tranzystora, analogicznie jak w mosfecie.
Matryca złożona z wielu takich tranzystorów gdzie każda komórka matrycy ma immobilizowany DNA o innej sekwencji może być użyta do sekwencjonowania DNA lub wykrywania polimorfizmu pojedynczych nukleotydów. Diagnostyka SN polimorfizmu jest praktyczna w diagnostyce chorób dziedzicznych, gdzie często jeden błąd w kodzie genetycznym powoduje jakąś chorobę. 
Przewaga DNA tranzystorów w porównaniu do innych metod stosowanych w sekwencjonowaniu DNA polega na zastosowaniu nieznakowanego DNA oraz na szybkości odczytu, która może się odbywać prawie w czasie rzeczywistym. DNAFETy są wysoko czułe gdyż tylko komplementarna sekwencja zmienia ładunek włączając tranzystor. Ciągły odczyt w trakcie hybrydyzacji dostarcza dodatkowo informacji o różnicach w sekwencji.

## Literatura
- Z. Li i inni, Sequence-Specific Label-Free DNA Sensors Based on Silicon Nanowires, „Nano Letters”, 4 (2), 2004, s. 245–247, DOI: 10.1021/nl034958e, ISSN 1530-6984.
- E. Souteyrand i inni, Direct Detection of the Hybridization of Synthetic Homo-Oligomer DNA Sequences by Field Effect, „The Journal of Physical Chemistry B”, 101 (15), 1997, s. 2980–2985, DOI: 10.1021/jp963056h, ISSN 1520-6106.
- Jürgen Fritz i inni, Electronic detection of DNA by its intrinsic molecular charge, „Proceedings of the National Academy of Sciences of the United States of America”, 99 (22), 2002, s. 14142–14146, DOI: 10.1073/pnas.232276699, ISSN 0027-8424, PMID: 12386345, PMCID: PMC137851 (ang.).